# 洪芹
洪芹（?—?），字叔鲁。饒州樂平（今江西樂平洪岩鎮岩前村）人。
曾祖父洪皓。以祖蔭授官，后中进士，歷官太学博士、秘书少监。开庆元年（1259年），升遷為直学士院，後為礼部侍郎，終官中书舍人。

## 延伸阅读
[在维基数据编辑]
 《宋史·卷425》，出自脱脱《宋史》